# Changes (Justin Bieber)
Changes è il quinto album in studio del cantante canadese Justin Bieber, pubblicato il 14 febbraio 2020 dalla Def Jam.

## Promozione
Changes è stato anticipato dal singolo apripista Yummy, uscito il 3 gennaio 2020, e dal secondo singolo Intentions, pubblicato il successivo 7 febbraio. Il 28 gennaio è stato inoltre reso disponibile per l'ascolto il brano Get Me, che ha visto la partecipazione di Kehlani.
Una docu-serie di 10 episodi chiamata Justin Bieber: Seasons è stata pubblicata sul canale YouTube del cantante fra il 27 gennaio e il 19 febbraio 2020, mostrando il processo creativo dell'album. L'8 febbraio 2020 Justin Bieber ha cantato Yummy e Intentions al Saturday Night Live.
In supporto al disco è stata inoltre annunciata la tournée Changes Tour, consistente in 45 date fra Stati Uniti e Canada, che avrebbe dovuto tenere il cantante impegnato dal 14 maggio al 26 settembre 2020.

## Accoglienza
| Recensione      | Giudizio |
| --------------- | -------- |
| AllMusic        |          |
| Clash           | 5/10     |
| musicOMH        |          |
| NME             |          |
| Paste           | 5/10     |
| Pitchfork       | 4,5/10   |
| Rolling Stone   |          |
| Sputnikmusic    |          |
| The A.V. Club   | C+       |
| The Guardian    |          |
| The Independent |          |
| The Times       |          |

Changes ha ricevuto recensioni perlopiù miste da parte della critica specializzata. Su Metacritic, sito che assegna un punteggio normalizzato su 100 in base a critiche selezionate, l'album ha ottenuto un punteggio medio di 57 basato su sedici recensioni. Discorso analogo anche attraverso il portale AnyDecentMusic?, dove il disco ha una votazione media di 5,5 su 10 basandosi sulle valutazioni della critica.

## Tracce
1. All Around Me – 2:16 (Justin Bieber, Jason "Poo Bear" Boyd, Sasha Sirota)
2. Habitual – 2:48 (Justin Bieber, Jason "Poo Bear" Boyd, Marco Masis, Joshua Gudwin)
3. Come Around Me – 3:20 (Justin Bieber, Jason "Poo Bear" Boyd, Dominic "DJ" Jordan, Jimmy Giannos)
4. Intentions (ft. Quavo) – 3:32 (Justin Bieber, Jason "Poo Bear" Boyd, Quavious Marshall, Dominic "DJ" Jordan, Jimmy Giannos)
5. Yummy – 3:28 (Justin Bieber, Jason "Poo Bear" Boyd, Ashley Boyd, Daniel Hackett, Sasha Sirota)
6. Available – 3:15 (Justin Bieber, Jason "Poo Bear" Boyd, Bernard Harvey, Javelle McGee, Ashley Boyd, Derrick Milano)
7. Forever (ft. Post Malone & Clever) – 3:39 (Justin Bieber, Jason "Poo Bear" Boyd, Bernard Harvey, Joshua Tyler Hule, Ali Darwish, Austin Post, Louis Bell, Billy Walsh)
8. Running Over (ft. Lil Dicky) – 2:59 (Justin Bieber, Jason "Poo Bear" Boyd, David Andrew Burd, Dominic "DJ" Jordan, Jimmy Giannos)
9. Take It Out on Me – 2:58 (Justin Bieber, Jason "Poo Bear" Boyd, Daniel Hackett, Majid Al Maskati, Maneesh Bidaye, Benjamin J. Bush, Daniel Daley, Stephen Ellis Garrett, Anthony Paul Jefferies, Timothy Z. Mosley)
10. Second Emotion (ft. Travis Scott) – 3:22 (Justin Bieber, Jason "Poo Bear" Boyd, Dominic "DJ" Jordan, Jimmy Giannos, Jacques Webster)
11. Get Me (ft. Kehlani) – 3:05 (Justin Bieber, Jason "Poo Bear" Boyd, Matthew Jehu Samuels, Anderson Hernandez, Jun Ha Kim)
12. E.T.A. – 2:56 (Justin Bieber, Jason "Poo Bear" Boyd, Joshua Gudwin, Philip Beaudreau, Tom Strahle)
13. Changes – 2:15 (Justin Bieber, Jason "Poo Bear" Boyd, Nasri Atweh, Adam Messinger)
14. Confirmation – 2:50 (Justin Bieber, Jason "Poo Bear" Boyd, Moses Ayo Samuels, Olaniyi Michael Akinkunmi)
15. That's What Love Is – 2:45 (Justin Bieber, Jason "Poo Bear" Boyd, Sasha Sirota, Courtney Sills)
16. At Least for Now – 2:29 (Justin Bieber, Jason "Poo Bear" Boyd, Bernard Harvey, Joshua Williams)

Traccia bonus nell'edizione digitale
1. Yummy (Summer Walker Remix) (con Summer Walker) – 3:29 (Justin Bieber, Jason "Poo Bear" Boyd, Ashley Boyd, Daniel Hackett, Sasha Sirota, Summer Walker)

## Formazione
Musicisti
- Justin Bieber – voce
- Sasha Sirota – chitarra (tracce 1 e 15)
- Jason "Poo Bear" Boyd – cori (tracce 2-4, 6)
- Marco "Tainy" Masis – batteria, basso e tastiera (traccia 2)
- Quavo – voce aggiuntiva (traccia 4)
- Post Malone – voce aggiuntiva (traccia 7)
- Clever – voce aggiuntiva (traccia 7)
- Bernard Harvey – tastiera (tracce 7 e 16), basso (traccia 16)
- Lil Dicky – voce aggiuntiva (traccia 8)
- Daniel Hackett – tastiera (traccia 9)
- Travis Scott – voce aggiuntiva (traccia 10)
- Kehlani – voce aggiuntiva (traccia 11)
- Jun Ha Kim – basso, tastiera, chitarra (traccia 11)
- Phil Beaudreau – basso, cori, tastiera e programmazione della batteria (traccia 12)
- Tom Strahle – chitarra (traccia 12)
- Nasri Atweh – chitarra (traccia 13)
- Moses Samuels – tastiera (traccia 14)
- Summer Walker – voce (traccia 17)

Produzione
- Justin Bieber – produzione esecutiva
- Scooter Braun – produzione esecutiva
- Jason "Poo Bear" Boyd – coproduzione esecutiva, produzione, produzione vocale e ingegneria del suono (traccia 11)
- Josh Gudwin – coproduzione esecutiva, produzione (traccia 2 e 12), produzione vocale (tracce 1-12, 14-17), ingegneria del suono (tracce 1-10, 12-17), missaggio
- Sasha Sirota – produzione (tracce 1, 5, 15 e 17)
- Marco "Tainy" Masis – produzione (traccia 2)
- Chris "Tek" O'Ryan – ingegneria del suono
- Chenao Wang – assistenza all'ingegneria del suono (tracce 1-3, 5, 7, 12, 13, 15 e 17)
- Kory Welt – ingegneria del suono aggiuntiva (traccia 2)
- The Audibles – produzione (tracce 3, 4, 8 e 10)
- Kid Culture – produzione (tracce 5, 9 e 17)
- Elijah Marrett-Hitch – assistenza al missaggio (tracce 5 e 17)
- Harv – produzione (tracce 6, 7 e 16)
- JaVale "Pierre" McGee – produzione (traccia 6)
- Louis Bell – produzione e registrazione voce Post Malone (traccia 7)
- David Burd – registrazione voce Lil Dicky (traccia 8)
- Vinylz – produzione (traccia 11)
- Boi-1da – produzione (traccia 11)
- CVRE – produzione (traccia 11)
- Jahaan Sweet – coproduzione (traccia 11)
- Mark Parsift – registrazione voce Kehlani (traccia 11)
- Phil Beaudreau – produzione e ingegneria del suono (traccia 12)
- Tom Strahle – produzione (traccia 12)
- Nasri Atweh – produzione (traccia 13)
- Adam Messinger – produzione (traccia 13)
- Sons of Sonix – produzione (traccia 14)
- Joshua Williams – produzione (traccia 16)
- Summer Walker – ingegneria voce Summer Walker (traccia 17)
- Kendall Roark Bailey – ingegneria voce Summer Walker e missaggio (traccia 17)
- Colin Leonard – mastering

## Successo commerciale
Secondo l'International Federation of the Phonographic Industry Changes è risultato l'8º album più venduto a livello globale, 7º in termini di vendite digitali e fisiche con 1,2 milioni di esemplari, nel corso del 2020.
Changes ha debuttato al vertice della Billboard 200 statunitense con 231 000 unità di vendita totalizzate nella sua prima settimana di disponibilità. Di queste, 126 000 sono copie pure fisiche o digitali (incluse quelle acquistate insieme ai biglietti per il tour o ad altri articoli disponibili sul sito del cantante venduti insieme all'album), 101 000 sono stream-equivalent units risultanti da 135 milioni di riproduzioni in streaming dei singoli brani, e 4 000 sono track-equivalent units equivalenti a circa 40 000 vendite digitali di questi ultimi. Si tratta del settimo album di Bieber a raggiungere il primo posto nella classifica statunitense. Grazie alle 854 000 unità distribuite durante la prima metà del 2020 è risultato l'8º disco più venduto in territorio statunitense. Con il suo debutto in vetta alla Billboard Canadian Albums con 40 000 unità vendute, Changes è diventato l'ottavo album numero uno di Bieber nel suo paese d'origine. Nel corso del 2020 l'album ha totalizzato 163 000 unità vendute sul suolo canadese, di cui 36 000 copie pure (30 000 CD, e le restanti 6 000 in cassetta, vinile o digitale).
L'album è entrato in vetta alla Official Albums Chart britannica con 17 681 unità vendute, diventando il suo secondo album numero uno nel Regno Unito dopo Believe del 2012. In Francia l'album è entrato alla 9ª posizione della classifica generale e alla 10ª della classifica delle vendite con poco meno di 2 900 copie vendute nella settimana inaugurale. A fine anno è risultato il 134º disco più venduto, 12º tra gli album internazionali, in territorio francese grazie a 32 000 unità di vendita. Con tre soli giorni di vendite contati, Changes ha debuttato alla 16ª posizione della classifica giapponese delle vendite fisiche e digitali Oricon con 3 800 esemplari.

## Classifiche

### Classifiche settimanali
| Classifica (2020) | Posizione massima |
| ----------------- | ----------------- |
| Argentina         | 4                 |
| Australia         | 2                 |
| Austria           | 2                 |
| Belgio (Fiandre)  | 3                 |
| Belgio (Vallonia) | 5                 |
| Canada            | 1                 |
| Corea del Sud     | 81                |
| Croazia           | 9                 |
| Danimarca         | 3                 |
| Estonia           | 1                 |
| Finlandia         | 5                 |
| Francia           | 9                 |
| Germania          | 4                 |
| Giappone          | 10                |
| Grecia            | 10                |
| Irlanda           | 2                 |
| Islanda           | 2                 |
| Italia            | 7                 |
| Lettonia          | 19                |
| Lituania          | 3                 |
| Messico           | 2                 |
| Norvegia          | 2                 |
| Nuova Zelanda     | 2                 |
| Paesi Bassi       | 1                 |
| Polonia           | 7                 |
| Portogallo        | 2                 |
| Regno Unito       | 1                 |
| Repubblica Ceca   | 1                 |
| Slovacchia        | 2                 |
| Spagna            | 2                 |
| Stati Uniti       | 1                 |
| Sudafrica         | 15                |
| Svezia            | 1                 |
| Svizzera          | 1                 |
| Ungheria          | 24                |

### Classifiche di fine anno
| Classifica (2020) | Posizione |
| ----------------- | --------- |
| Australia         | 33        |
| Belgio (Fiandre)  | 41        |
| Belgio (Vallonia) | 126       |
| Canada            | 11        |
| Danimarca         | 16        |
| Francia           | 134       |
| Islanda           | 60        |
| Italia            | 100       |
| Nuova Zelanda     | 30        |
| Paesi Bassi       | 24        |
| Portogallo        | 89        |
| Regno Unito       | 87        |
| Spagna            | 68        |
| Stati Uniti       | 26        |
| Svezia            | 42        |
| Svizzera          | 93        |